# Artatama II
Artatama II (fl. XIV secolo a.C.) è stato un sovrano del regno hurritico di Mitanni inquadrabile nel XIV secolo a.C..

## Biografia
Usurpatore sostenuto da Šuppiluliuma I, poi dagli Assiri, probabilmente assassinò il re Tushratta (che gli contenderà il trono).
Le uniche informazioni su questo sovrano provengono dal trattato stipulato tra il re ittita Šuppiluliuma I ed il sovrano di Mitanni Shattiwaza. Nel testo, in cui non vengono riportati dati sugli eventuali rapporti tra Artatama II e la famiglia reale di Mitanni, questo è presentato come un pretendente al trono in contrapposizione con Tushratta che avrebbe stipulato un patto di alleanza con gli ittiti.
Nel trattato Tushratta è indicato come «re di Mitanni», mentre il suo avversario come «re di Hurri».
Del caos che seguì il regicidio approfittarono gli assiri che sotto la guida di Asur-uballit recuperarono la loro indipendenza da Mitanni ed insieme agli Alsheani ne invasero le terre. Per mantenere le buone relazioni con l'Assiria Artatama II restituì le porte del palazzo di Assur razziate anni prima dal figlio Shattuara I.